# 窦希萍
窦希萍（1961年11月—），辽宁北镇人，满族，中华人民共和国政治人物、全国人民代表大会江苏地区代表。
毕业于水利部南京水利科学研究院水力学及河流动力学专业，加入中国民主同盟。担任南京水利科学研究院副总工程师。2008年起担任全国人大代表。2013年，被选为全国人大代表。2018年2月24日，当选为第十三届全国人大代表。